# 利马的圣罗撒圣殿
利马的圣罗撒圣殿（西班牙語：Basílica Santa Rosa de Lima）是一座罗马天主教宗座圣殿，位于秘鲁首都利马的历史中心区，其主保圣人利马的圣罗撒在此出生长大。

## 历史
该堂建于1728年，紧挨着圣罗撒1586年出生的房子（受洗于圣巴斯弟盎堂）。建筑群包括圣殿、修道院和带喷泉的花园。1991年，该堂作为利马历史中心的一部分，列入世界遗产。1993年由教宗若望保禄二世升格为次级宗座圣殿。

## 画廊

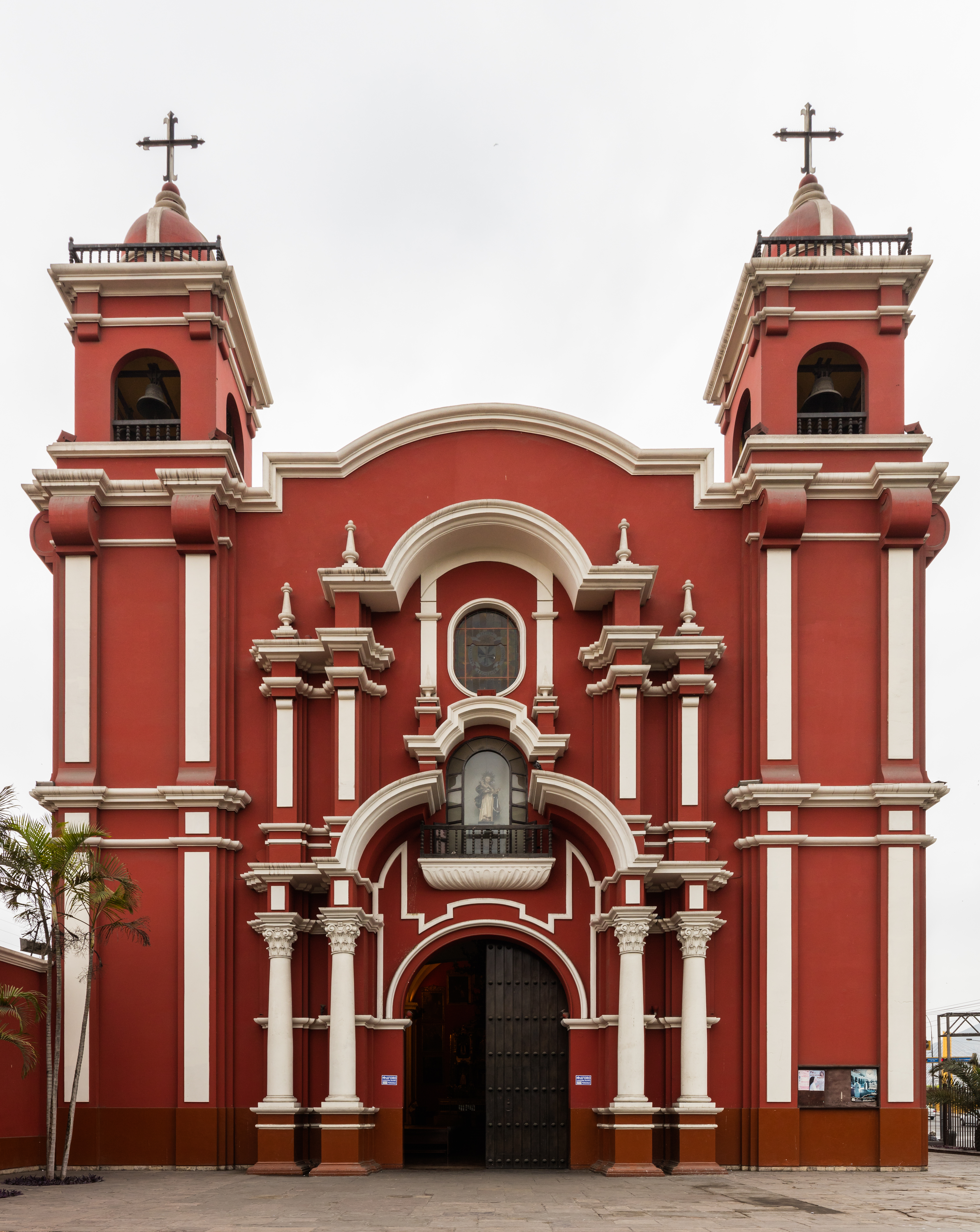
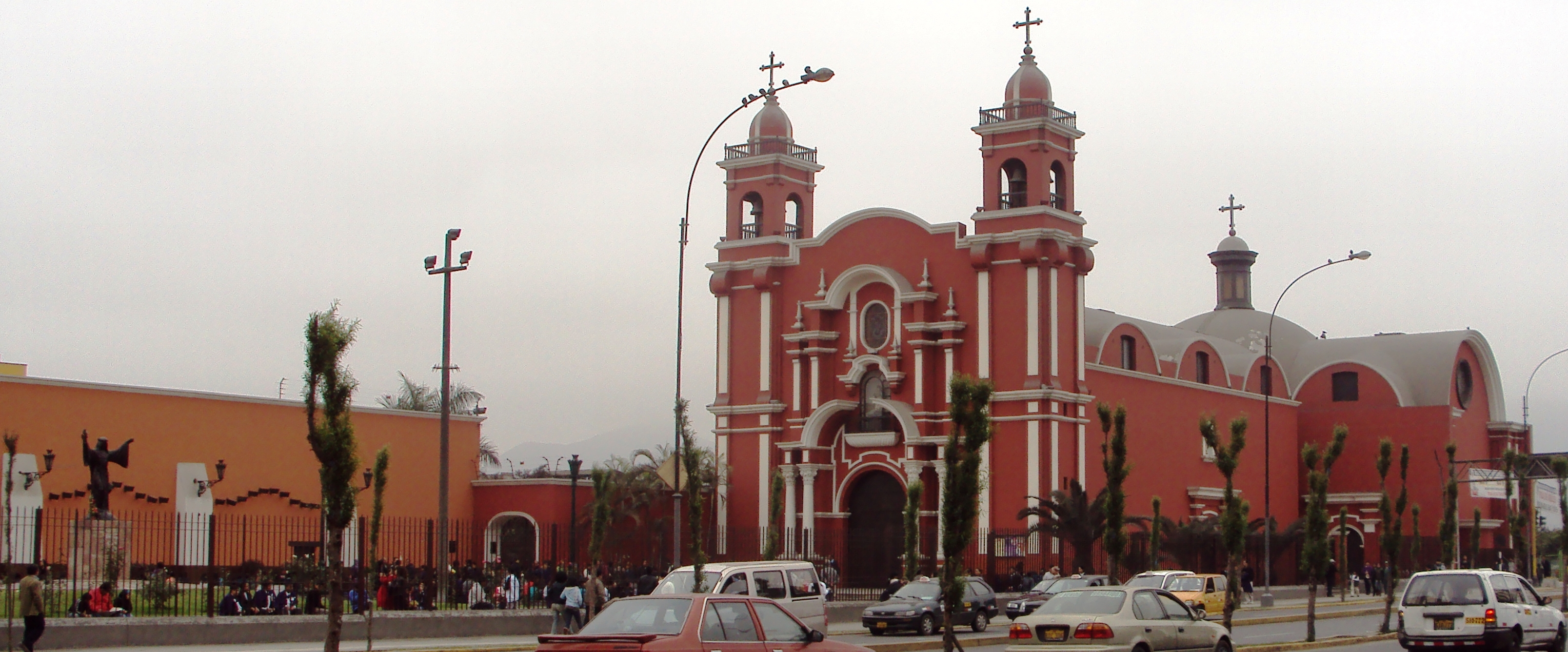
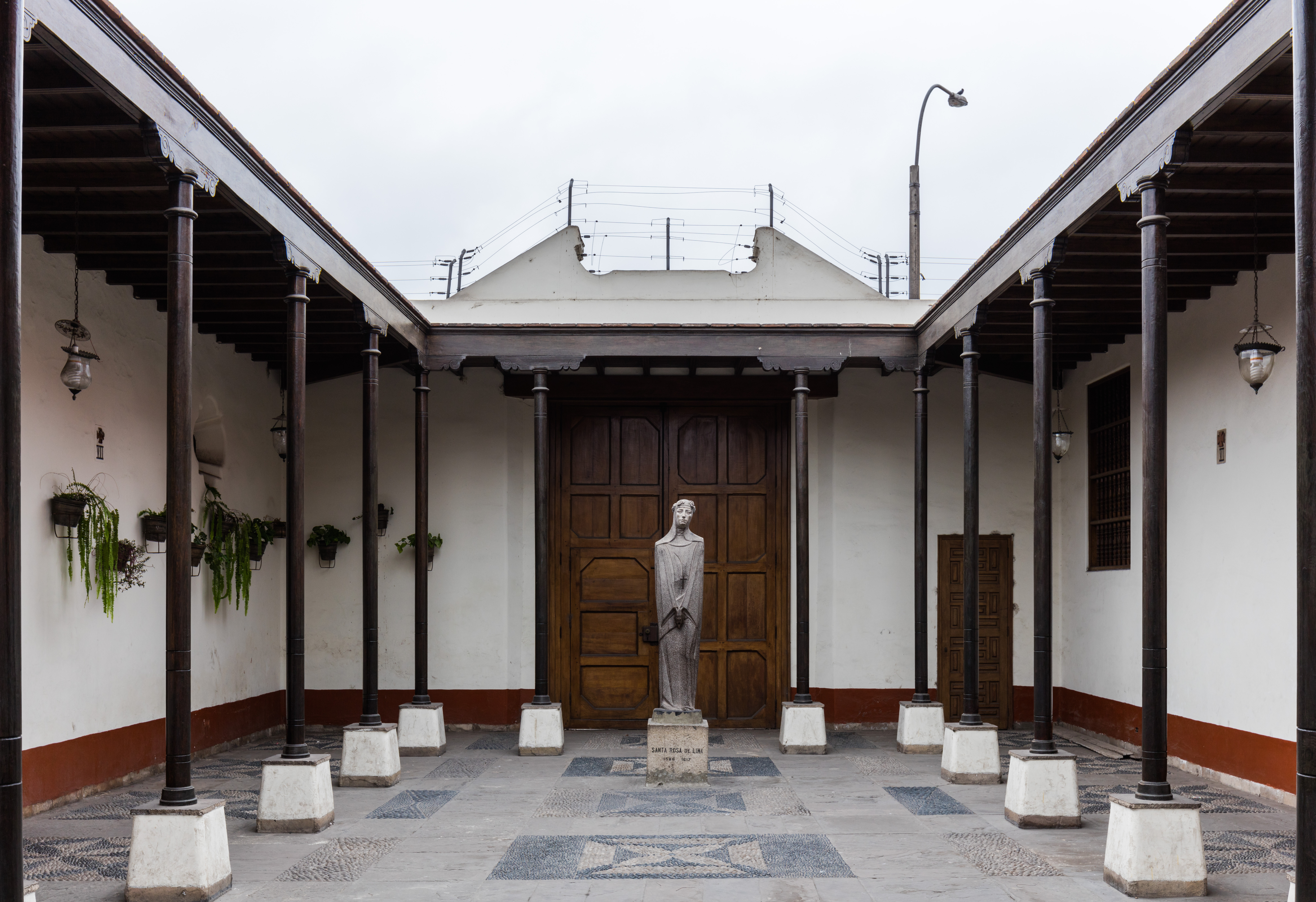
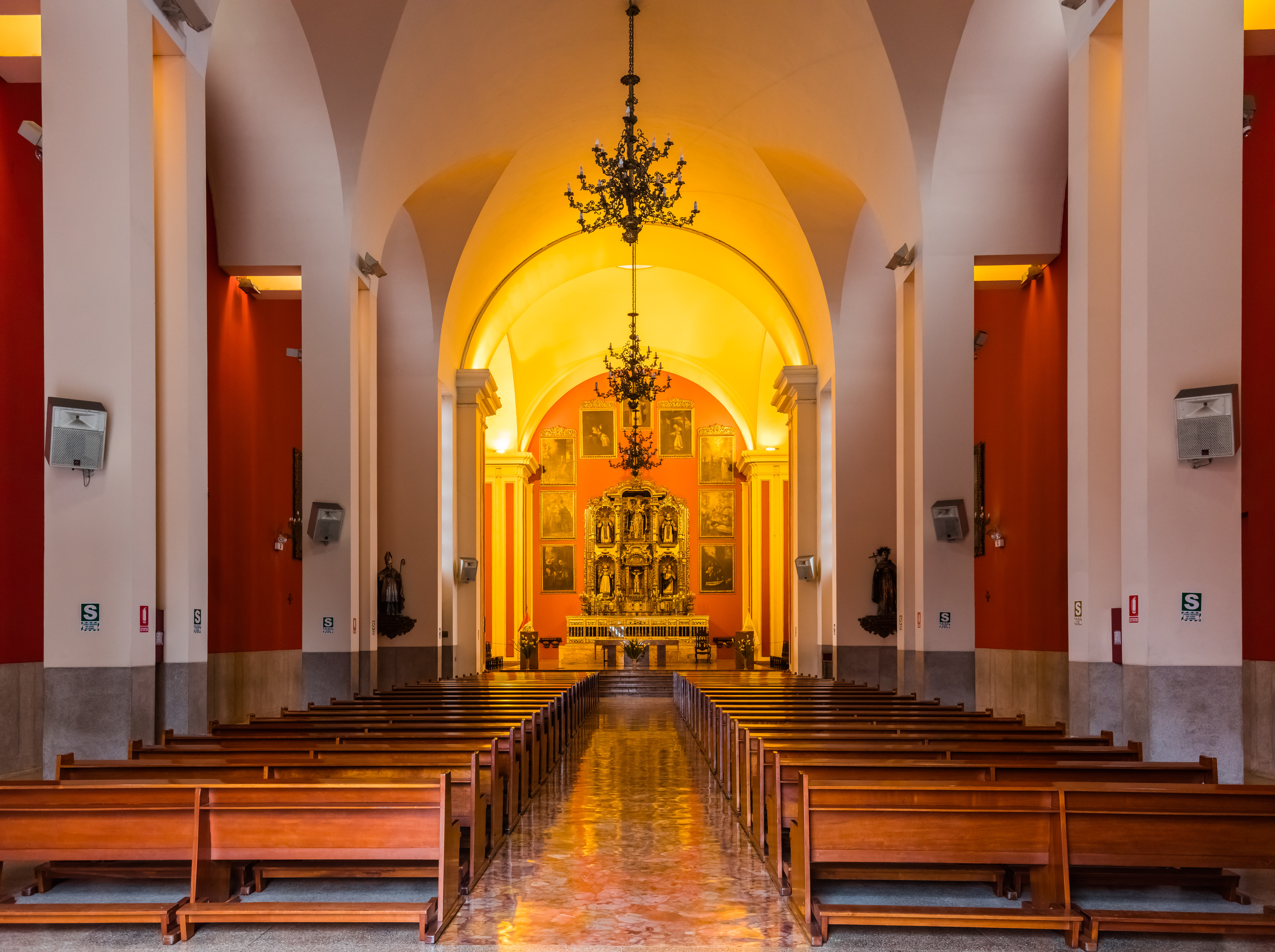
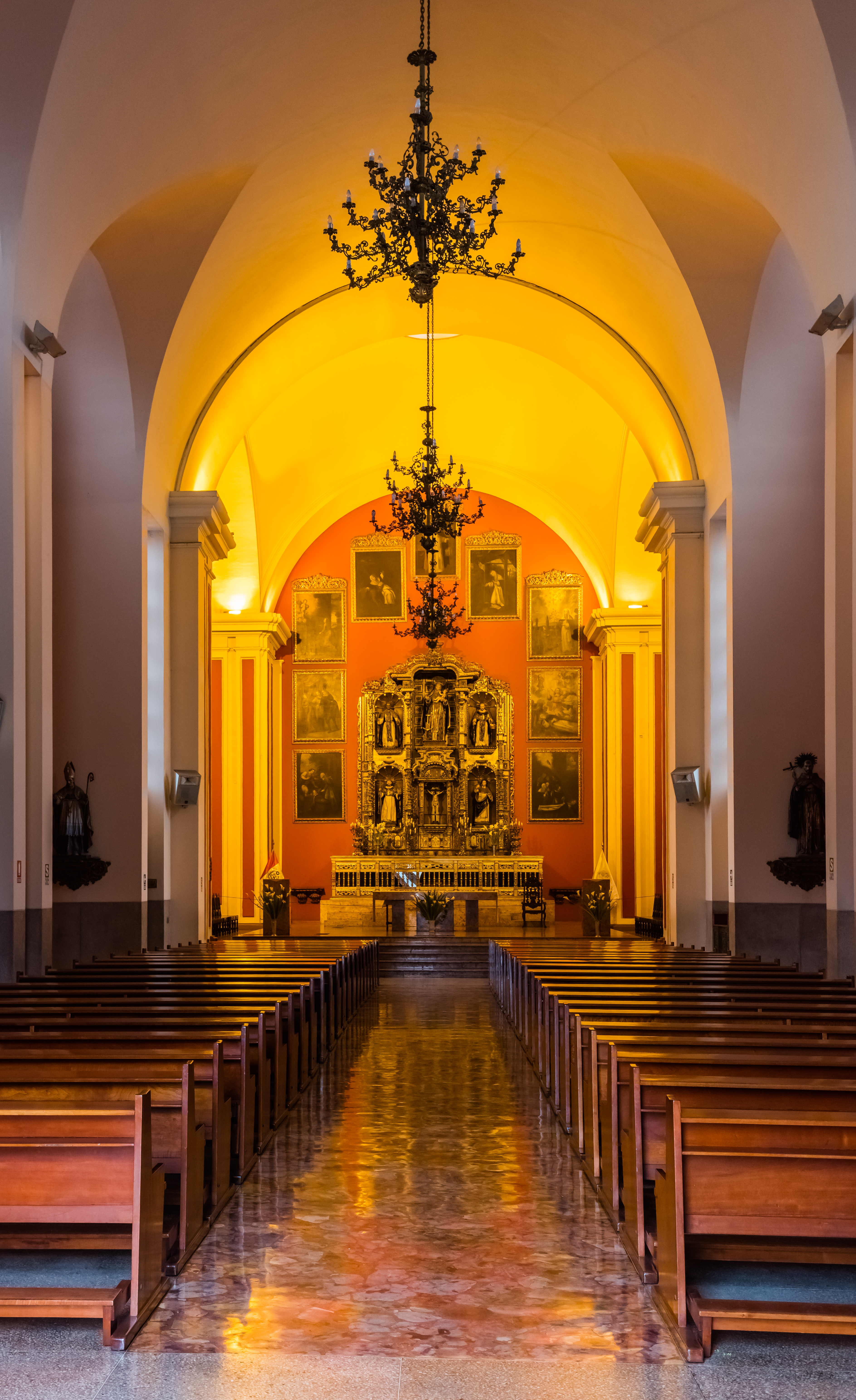
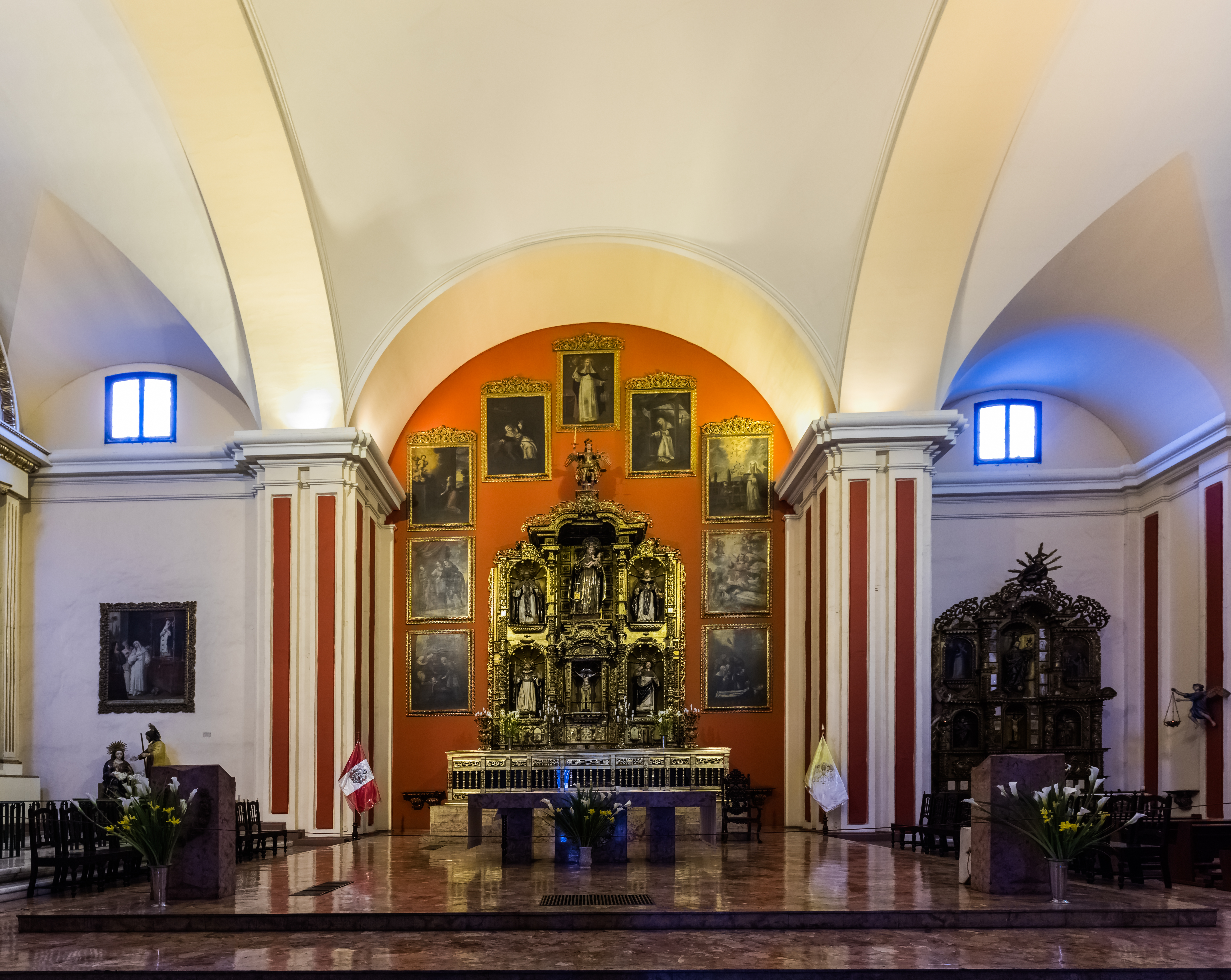
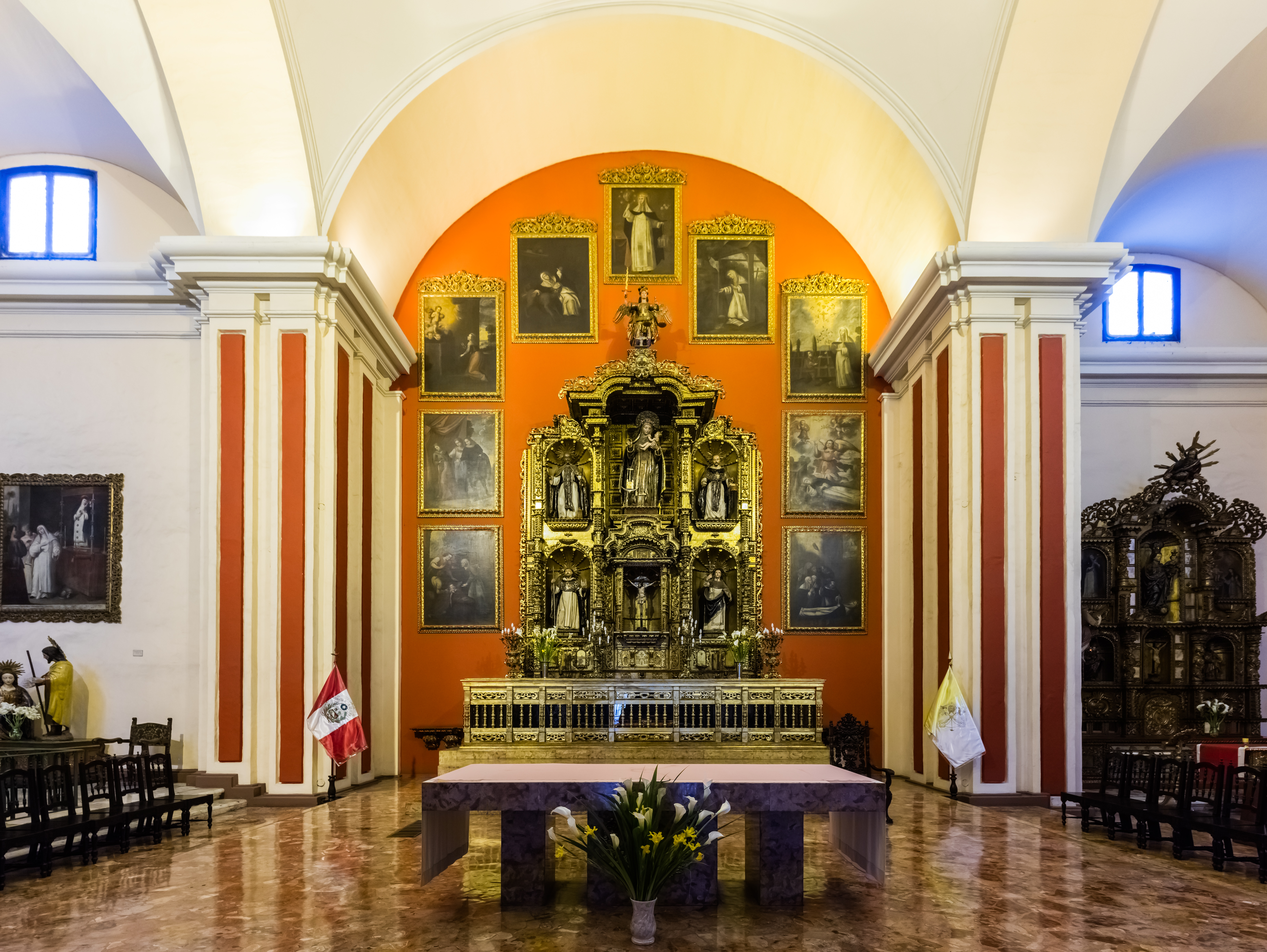